# Phorica phasipennis
Phorica phasipennis là một loài bướm đêm trong họ Noctuidae.